# Achondrite astéroïdale
Les achondrites astéroïdales sont des météorites de type achondrite qui proviennent certainement d'astéroïdes différenciés, contrairement aux autres achondrites pleinement différenciées, qui proviennent d'autres corps célestes (météorites lunaires et météorites martiennes). Il y a par ailleurs d'autres météorites astéroïdales, différenciées (météorites de fer et sidérolithes) ou non (chondrites).
Bien qu'elles proviennent aussi d'astéroïdes, Les achondrites primitives ne sont pas classées parmi les achondrites astéroïdales mais forment une classe séparée, parce qu'elles ne sont pas considérées comme de véritables achondrites.

## Classification
Les achondrites astéroïdales se répartissent en trois groupes :
- les météorites HED, qui proviennent presque certainement de l'astéroïde Vesta (ou de vestoïdes). Le groupe HED est subdivisé en trois sous-groupes :
  - les howardites, des brèches constituées de fragments analogues aux météorites des deux autres sous-groupes,
  - les eucrites, des roches volcaniques de composition basaltique,
  - les diogénites, des roches magmatiques essentiellement constituées d'orthopyroxène ;
- les angrites, qui proviennent d'astéroïdes semblables à Nenetta et Robinson ;
- les aubrites, qui proviennent d'astéroïdes de type E comme Eger et la famille de Nysa.

Avant d'êtres reconnus comme des achondrites astéroïdales, les groupes et sous-groupes ci-dessus ont été distingués sur la base de leur composition chimique et minéralogique.